# Zeno Todorow
Zeno Todorow Dinow (bulgarisch Цено Тодоров; * 20. März 1877 in Wraza; † 20. November 1953 in Sofia) war ein bulgarischer Maler.
Todorow studierte in Sofia und in Paris. Ab 1910 war er an der Kunstakademie Sofia als Professor tätig. Von 1930 bis 1932 war er Direktor.
Motive seiner Arbeiten waren häufig Porträts, Stillleben und Szenen aus dem bäuerlichen Milieu. Todorow wurde mit dem Dimitrow-Preis ausgezeichnet.

## Werke (Auswahl)
- Meine Mutter, 1910
- Selbstbildnis, 1912
- Selbstbildnis, 1937